# Eduardo Sotillos
Eduardo Sotillos Palet (Madrid, 27 de marzo de 1940) es un periodista y expolítico español.

## Biografía
Licenciado en Periodismo y en Ciencias Políticas, comenzó a trabajar en Radio Juventud en 1957 e ingresó como locutor en Radio Nacional de España en 1959. En los siguientes años, presentaría en la emisora pública Promoción 64, Para vosotros jóvenes (1965) Fiesta (1967 y 1973), Estudio 1 (1968-1969) Circuito Nocturno (1970), Esto es música (1973), Estudio 15-17 (1974-1975), Última Edición (1976).

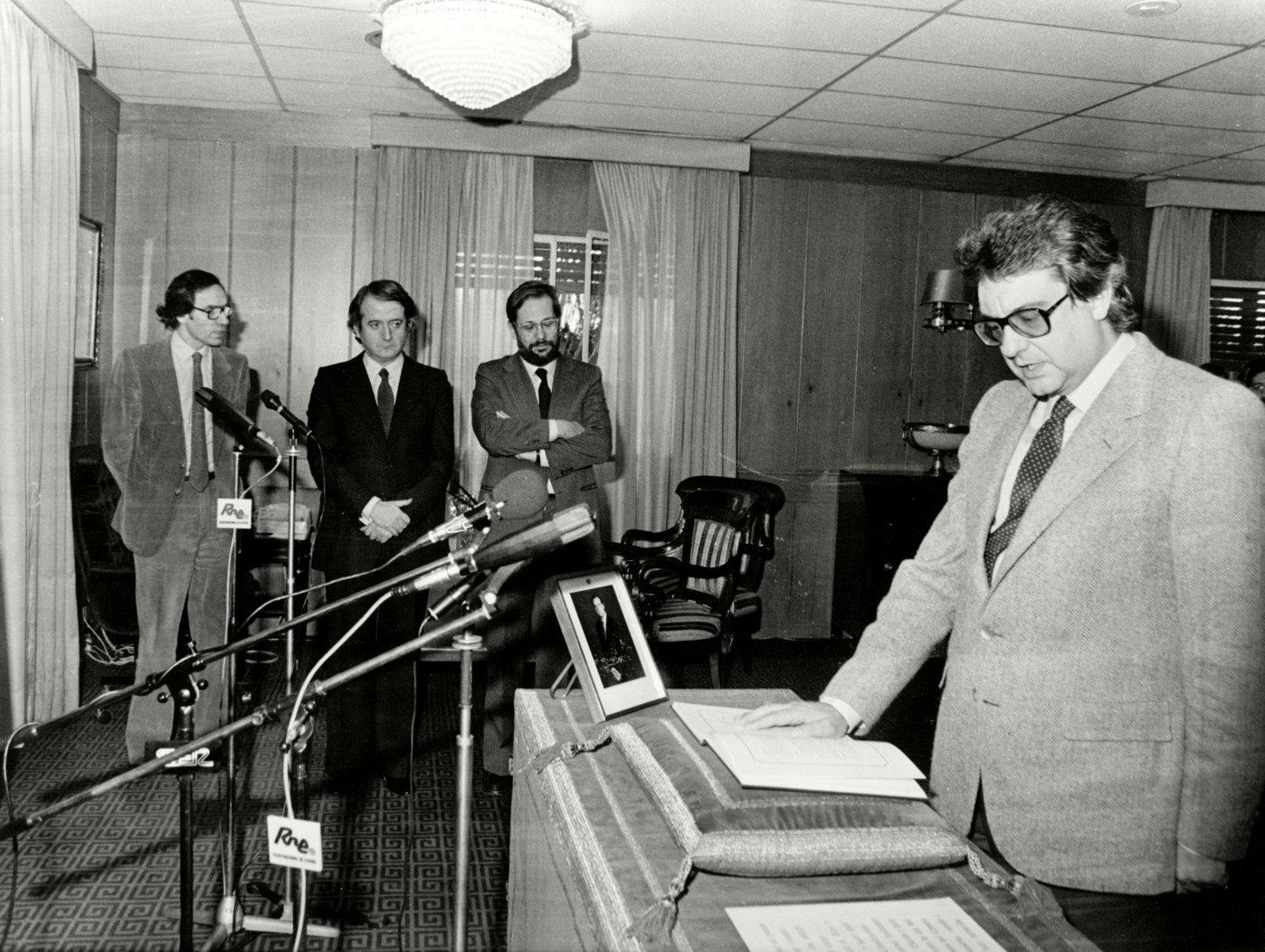
Toma de posesión de Eduardo Sotillos del cargo de portavoz del Gobierno de España en 1982.

Su paso por televisión - desde 1975 - está asociado fundamentalmente con los servicios informativos. En Televisión española le correspondió estar al frente del Telediario durante la Transición, un periodo especialmente interesante desde un punto de vista informativo.
En 1981 fue nombrado Director de Radio Exterior de España y de RNE, cargo que ocupó durante unos meses. Seguidamente fue nombrado director de la publicación La Tribuna Vasca.
Tras la victoria electoral en las elecciones de 1982 del Partido Socialista Obrero Español, del que era miembro desde 1979, Felipe González lo llamó para integrar parte de su primer Gobierno, en el que ejerció funciones Portavoz con rango de Secretario de Estado hasta 1985.
Tras su salida del Gobierno, vuelve a ocupar el cargo de Director de Radio Nacional de España, esta vez hasta 1988. De nuevo ante la cámara de televisión, entre 1989 y 1990 dirigió y presentó el programa cultural El nuevo espectador en Televisión española.
Tras esa experiencia vuelve al mundo de la política y resulta elegido Concejal del Ayuntamiento de Pozuelo de Alarcón entre 1991 y 1994 por el PSOE.
Entre 1995 y 1996, presentó la Tercera Edición del Telediario en TVE 1, con entrevistas incluido. Su estilo de informar y su presentación lo volvieron a hacer famoso. Desde septiembre de 1996 hasta 2000 dirigió y presentó El Ojo Crítico en Radio Nacional de España y para televisión condujo el divulgativo Los libros (1998-1999) en La 2.
Tras su salida de la cadena, colabora como comentarista político en diferentes tertulias, tanto de radio como de televisión: Hoy por Hoy y A vivir que son dos días (2005-2007), de Àngels Barceló, ambos de la Cadena SER y en El Programa de Ana Rosa (2005) de Telecinco y Madrid opina (2006-2007) de Telemadrid. Más tarde participa en Hora 25 de Àngels Barceló en la Cadena SER (2008) en el que analiza las portadas de los principales periódicos del día siguiente.
En septiembre de 2008 regresa al ámbito político al ser nombrado Secretario de Comunicación y Estrategia del Partido Socialista de Madrid.
En las primarias del PSOE realizadas en octubre de 2010, para dilucidar el candidato en las elecciones autonómicas, forma parte del equipo del precandidato Tomás Gómez.
Es padre del sociólogo y consultor político Alberto Sotillos.
Se presentó a las elecciones al Parlamento Europeo de 2024 por las listas de Izquierda Española.

## Premios
- Entre sus premios figura la Antena de Oro de radio de 1972 y el Premio Ondas de Televisión de 1977. Premio Ciudad de Alcalá de periodismo "Manuel Azaña" en 1994.